# Felix Irorere
Felix Omoruyi Irorere (* 21. Juni 2002 in Saint-Denis, Frankreich) ist ein deutscher Fußballspieler. Der Innenverteidiger steht derzeit bei Borussia Dortmund II unter Vertrag.

## Karriere

### Im Verein
Irorere begann seine fußballerische Laufbahn in der Jugend des DJK Schwarz-Weiß Griesheim und wechselte im Alter von 12 Jahren in die Jugend von Eintracht Frankfurt. Dort durchlief er sämtliche Jugendmannschaften.
Nachdem er die Junioren durchlaufen hatte, rückte er zur Saison 2021/22 in den Profikader von Oliver Glasner auf. Ohne einen Pflichtspieleinsatz wechselte er bereits Ende August 2021 zum Zweitligisten Karlsruher SC, bei dem er einen Vertrag bis zum 30. Juni 2023 unterschrieb.
Im Sommer 2023 wechselte er zum Drittligisten Borussia Dortmund II.

### In der Nationalmannschaft
Zudem stand Irorere im Kader der deutschen U-15-Nationalmannschaft, kam aber zu keinem Einsatz.